# اتفاقية المغرب–الكونغو

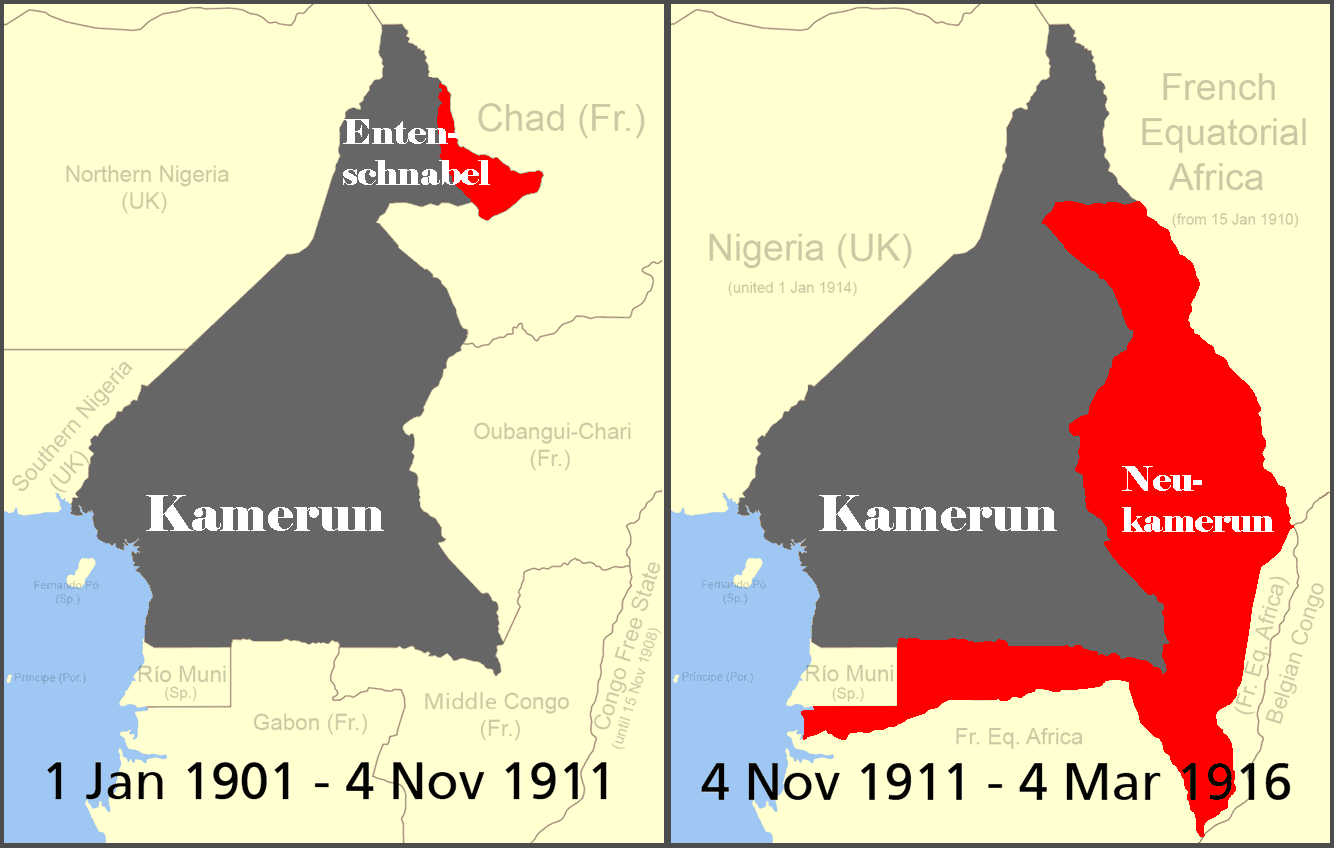

بما يُسمى اتفاقية المغرب ـ الكونغو أقرت الإمبراطورية الألمانية الحق المسبق لفرنسا في الاستلاء على المغرب. التوقيع على اتفاقية المغرب ـ الكونغو في 4 نفمبر 1911 في برلين أنهى أزمة أغادير.
وبالمقابل سلمت فرنسا أجزاءً من الكونغو الفرنسية وأفريقيا الاستوائية الفرنسية، ما يُسمى ب «الكمرون الجديدة» للإمبراطورية الألمانية.